# Campeonato Uruguayo de Primera División 2002
El Campeonato Uruguayo 2002 fue el 98° torneo de primera división del fútbol uruguayo, correspondiente al año 2002. Contó con la participación de 18 equipos.
El campeón fue el Club Nacional de Football luego de ganar las finales contra el Danubio Fútbol Club. Nacional obtuvo con este título el tricampeonato uruguayo, al haber obtenido también los campeonatos de 2000 y 2001.

## Sistema de disputa
En el 2002 se mantuvo el sistema de disputa instaurado la temporada anterior, con una salvedad en la puntuación de los grupos en el Torneo Clasificatorio.

### El Clasificatorio
Este torneo de carácter clasificatorio, como lo indica su nombre, fue disputado por los 18 equipos de primera división durante el primer semestre de 2002 a una sola rueda todos contra todos. A su vez, los 18 equipos fueron separados en 3 grupos de la siguiente forma: los 13 equipos de Montevideo (capital uruguaya) fueron divididos en 2 grupos (uno de 7 y otro de 6) y los 5 equipos no capitalinos en un tercer grupo aparte.
Reglas de puntuación:
- A diferencia de la temporada anterior para las tablas de posiciones de los grupos se toman en cuenta los 17 partidos disputados por el Clasificatorio en vez de solo contar los disputados entre integrantes del grupo.

Reglas de clasificación:
- El primer equipo en la Tabla General clasificaría directamente a la Copa Libertadores 2003.
- Clasificarían a la Zona Campeonato:
  - El primer y segundo equipo de cada grupo (6 equipos en total).
  - Los mejores cuatro equipos en la Tabla General sin contar los 6 equipos clasificados a través de los grupos.
- Los 8 equipos restantes disputarían la Permanecía para definir los descensos a Segunda división.

### Apertura, Clausura y Permanencia
Durante el segundo semestre de 2002 se disputaría la Zona Campeonato a través de los torneos Apertura y Clausura, y paralelamente la Zona Permanencia.
Para la Zona Permanencia los 8 equipos que la disputarían arrastrarían el puntaje obtenido en el Clasificatorio. Jugarían dos rondas todos contra todos, y descenderían:
- Los 2 equipos peor posicionados de Montevideo.
- El equipo peor posicionado del interior (no montevideano).

Por otro lado los 10 equipos que se disputarían la obtenión del título uruguayo, jugarían separadamente los torneos Apertura y Clausura sin arrastrar los puntos del Clasificatorio. Finalmente los ganadores de ambos torneos jugarían una serie final mano a mano para definir el Campeón Uruguayo 2002.

## Torneo Clasificatorio

### Grupo A
| Puesto | Equipo         | Pts | PJ | PG | PE | PP | GF | GC | Dif |
| ------ | -------------- | --- | -- | -- | -- | -- | -- | -- | --- |
| 1°     | Nacional       | 32  | 17 | 10 | 2  | 5  | 40 | 24 | 16  |
| 2°     | Fénix          | 32  | 17 | 9  | 5  | 3  | 40 | 26 | 14  |
| 3°     | Danubio        | 32  | 17 | 10 | 2  | 5  | 37 | 24 | 13  |
| 4°     | Villa Española | 22  | 17 | 6  | 4  | 7  | 27 | 29 | -2  |
| 5°     | River Plate    | 21  | 17 | 6  | 3  | 8  | 29 | 34 | -5  |
| 6°     | Bella Vista    | 16  | 17 | 4  | 4  | 9  | 23 | 30 | -7  |
| 7°     | Progreso       | 5   | 17 | 0  | 5  | 12 | 17 | 41 | -24 |

### Grupo B
| Puesto | Equipo               | Pts | PJ | PG | PE | PP | GF | GC | Dif |
| ------ | -------------------- | --- | -- | -- | -- | -- | -- | -- | --- |
| 1°     | Peñarol              | 36  | 17 | 10 | 6  | 1  | 41 | 22 | 19  |
| 2°     | Defensor Sporting    | 31  | 17 | 9  | 4  | 4  | 32 | 16 | 16  |
| 3°     | Central Español      | 31  | 17 | 9  | 4  | 4  | 28 | 30 | -2  |
| 4°     | Montevideo Wanderers | 25  | 17 | 7  | 4  | 6  | 24 | 26 | -2  |
| 5°     | Cerro                | 18  | 17 | 4  | 6  | 7  | 20 | 27 | -7  |
| 6°     | Racing               | 16  | 17 | 4  | 4  | 9  | 19 | 33 | -14 |

### Grupo C
| Puesto | Equipo               | Pts | PJ | PG | PE | PP | GF | GC | Dif |
| ------ | -------------------- | --- | -- | -- | -- | -- | -- | -- | --- |
| 1°     | Plaza Colonia        | 32  | 17 | 10 | 2  | 5  | 25 | 16 | 9   |
| 2°     | Deportivo Maldonado  | 24  | 17 | 7  | 3  | 7  | 31 | 22 | 9   |
| 3°     | Tacuarembó           | 21  | 17 | 5  | 6  | 6  | 18 | 20 | -2  |
| 4°     | Paysandú Bella Vista | 19  | 17 | 6  | 1  | 10 | 17 | 29 | -12 |
| 5°     | Juventud             | 12  | 17 | 3  | 3  | 11 | 19 | 38 | -19 |

### Tabla general
| Puesto | Equipo               | Pts | PJ | PG | PE | PP | GF | GC | Dif |
| ------ | -------------------- | --- | -- | -- | -- | -- | -- | -- | --- |
| 1°     | Peñarol              | 36  | 17 | 10 | 6  | 1  | 41 | 22 | 19  |
| 2°     | Nacional             | 32  | 17 | 10 | 2  | 5  | 40 | 24 | 16  |
| 3°     | Fénix                | 32  | 17 | 9  | 5  | 3  | 40 | 26 | 14  |
| 4°     | Danubio              | 32  | 17 | 10 | 2  | 5  | 37 | 24 | 13  |
| 5°     | Plaza Colonia        | 32  | 17 | 10 | 2  | 5  | 25 | 16 | 9   |
| 6°     | Defensor Sporting    | 31  | 17 | 9  | 4  | 4  | 32 | 16 | 16  |
| 7°     | Central Español      | 31  | 17 | 9  | 4  | 4  | 28 | 30 | -2  |
| 8°     | Montevideo Wanderers | 25  | 17 | 7  | 4  | 6  | 24 | 26 | -2  |
| 9°     | Deportivo Maldonado  | 24  | 17 | 7  | 3  | 7  | 31 | 22 | 9   |
| 10°    | Villa Española       | 22  | 17 | 6  | 4  | 7  | 27 | 29 | -2  |
| 11°    | Tacuarembó           | 21  | 17 | 5  | 6  | 6  | 18 | 20 | -2  |
| 12°    | River Plate          | 21  | 17 | 6  | 3  | 8  | 29 | 34 | -5  |
| 13°    | Paysandú Bella Vista | 19  | 17 | 6  | 1  | 10 | 17 | 29 | -12 |
| 14°    | Cerro                | 18  | 17 | 4  | 6  | 7  | 20 | 27 | -7  |
| 15°    | Bella Vista          | 16  | 17 | 4  | 4  | 9  | 23 | 30 | -7  |
| 16°    | Racing               | 16  | 17 | 4  | 4  | 9  | 19 | 33 | -14 |
| 17°    | Juventud             | 12  | 17 | 3  | 3  | 11 | 19 | 38 | -19 |
| 18°    | Progreso             | 5   | 17 | 0  | 5  | 12 | 17 | 41 | -24 |

|  | Clasifica a la Copa Libertadores 2003 como Uruguay 2. |
|  | Clasificados a la Zona Campeonato.                    |

## Zona Campeonato

### Torneo Apertura
| Puesto | Equipo               | Pts | PJ | PG | PE | PP | GF | GC | Dif |
| ------ | -------------------- | --- | -- | -- | -- | -- | -- | -- | --- |
| 1°     | Nacional             | 25  | 9  | 8  | 1  | 0  | 20 | 6  | 14  |
| 2°     | Peñarol              | 21  | 9  | 7  | 0  | 2  | 25 | 12 | 13  |
| 3°     | Fénix                | 18  | 9  | 6  | 0  | 3  | 22 | 11 | 11  |
| 4°     | Deportivo Maldonado  | 14  | 9  | 4  | 2  | 3  | 10 | 17 | -7  |
| 5°     | Montevideo Wanderers | 12  | 9  | 3  | 3  | 3  | 8  | 9  | -1  |
| 6°     | Defensor Sporting    | 12  | 9  | 4  | 0  | 5  | 15 | 17 | -2  |
| 7°     | Danubio              | 11  | 9  | 3  | 2  | 4  | 12 | 14 | -2  |
| 8°     | Plaza Colonia        | 8   | 9  | 2  | 2  | 5  | 10 | 13 | -3  |
| 9°     | Central Español      | 7   | 9  | 2  | 1  | 6  | 13 | 21 | -8  |
| 10°    | Villa Española       | 1   | 9  | 0  | 1  | 8  | 8  | 23 | -15 |

|  | Ganador del Torneo Apertura, avanza a la final por el Campeonato. |

### Torneo Clausura
| Puesto | Equipo               | Pts | PJ | PG | PE | PP | GF | GC | Dif |
| ------ | -------------------- | --- | -- | -- | -- | -- | -- | -- | --- |
| 1°     | Danubio              | 20  | 9  | 6  | 2  | 1  | 16 | 8  | 8   |
| 2°     | Peñarol              | 19  | 9  | 7  | 1  | 1  | 25 | 16 | 9   |
| 3°     | Fénix                | 15  | 9  | 4  | 3  | 2  | 24 | 18 | 6   |
| 4°     | Defensor Sporting    | 15  | 9  | 4  | 3  | 2  | 16 | 12 | 4   |
| 5°     | Nacional             | 14  | 9  | 4  | 2  | 3  | 20 | 16 | 4   |
| 6°     | Plaza Colonia        | 14  | 9  | 4  | 2  | 3  | 16 | 12 | 4   |
| 7°     | Villa Española       | 7   | 9  | 1  | 4  | 4  | 10 | 21 | -11 |
| 8°     | Montevideo Wanderers | 6   | 9  | 1  | 3  | 5  | 8  | 12 | -4  |
| 9°     | Deportivo Maldonado  | 6   | 9  | 2  | 0  | 7  | 8  | 21 | -13 |
| 10°    | Central Español      | 5   | 9  | 1  | 2  | 6  | 9  | 16 | -7  |

|  | Ganador del Torneo Clausura, avanza a la final por el Campeonato. |

### Final
| 4 de diciembre de 2002 | Danubio     | 1:2 (0:0) | Nacional                  | Estadio Jardines del Hipódromo, Montevideo                 |                                                            |
|                        | Biaggio 48' | Reporte   | Vanzini 51' · Peralta 90' | Asistencia: 10.000 espectadores Árbitro(s): Martín Vázquez | Asistencia: 10.000 espectadores Árbitro(s): Martín Vázquez |

| 8 de diciembre de 2002      | Nacional                    | 2:1 (1:0) | Danubio     | Estadio Centenario, Montevideo                             |                                                            |
|                             | Scotti 16' · R. Morales 88' | Reporte   | Perrone 63' | Asistencia: 60.000 espectadores Árbitro(s): Gustavo Méndez | Asistencia: 60.000 espectadores Árbitro(s): Gustavo Méndez |
| Nacional gana 6-0 en puntos |                             |           |             |                                                            |                                                            |

|                                             |
| Uruguay                                     |
| Campeón Uruguayo 2002 Nacional 39.no título |

## Zona Permanencia
| Puesto | Equipo               | Pts | PJ | PG | PE | PP | GF | GC | Dif |
| ------ | -------------------- | --- | -- | -- | -- | -- | -- | -- | --- |
| 11°    | River Plate          | 42  | 31 | 12 | 6  | 13 | 47 | 50 | -3  |
| 12°    | Tacuarembó           | 42  | 31 | 11 | 9  | 11 | 33 | 36 | -3  |
| 13°    | Cerro                | 41  | 31 | 10 | 11 | 10 | 43 | 40 | 3   |
| 14°    | Bella Vista          | 38  | 31 | 10 | 8  | 13 | 41 | 46 | -5  |
| 15°    | Racing               | 32  | 31 | 7  | 11 | 13 | 38 | 50 | -12 |
| 16°    | Juventud             | 29  | 31 | 7  | 8  | 16 | 37 | 58 | -21 |
| 17°    | Progreso             | 29  | 31 | 7  | 8  | 16 | 34 | 58 | -24 |
| 18°    | Paysandú Bella Vista | 27  | 31 | 8  | 3  | 20 | 28 | 53 | -25 |

|  | Desciende a la Segunda División como el peor equipo no capitalino.        |
|  | Descienden a la Segunda División como los dos peores equipos capitalinos. |

## Goleadores
Se tienen en cuenta para la siguiente tabla de goleadores, los goles anotados en los torneos Clasificatorio, Apertura, Clausura y Permanencia.
| Jugador         | Equipo            | Goles |
| --------------- | ----------------- | ----- |
| Germán Hornos   | Fénix             | 25    |
| Richard Morales | Nacional          | 23    |
| Daniel Jiménez  | Peñarol           | 21    |
| Martín Ligüera  | Fénix             | 19    |
| Gonzalo Vargas  | Defensor Sporting | 19    |

## Clasificación a torneos continentales
Nacional clasificó a la Copa Libertadores 2003 como Uruguay 1 por ser el campeón uruguayo. Peñarol por su parte también clasificó como Uruguay 2 por haber ganado el Torneo Clasificatorio.
El tercer clasificado de Uruguay será el ganador de la Liguilla Pre-Libertadores 2002.
Los clasificados para disputar dicha Liguilla se obtienen de la Tabla Anual.

### Tabla Anual (Acumulada)
La tabla anual se compone de la suma de los puntos obtenidos en la Tabla General del Clasificatorio, en el Apertura y el Clausura. Los cuatro mejores equipos (sin contar a Nacional y Peñarol, ya clasificados para la Libertadores) jugarán la Liguilla.
| Puesto | Equipo               | Pts | PJ | PG | PE | PP | GF | GC | Dif |
| ------ | -------------------- | --- | -- | -- | -- | -- | -- | -- | --- |
| 1°     | Peñarol              | 76  | 35 | 24 | 7  | 4  | 91 | 50 | 41  |
| 2°     | Nacional             | 71  | 35 | 22 | 5  | 8  | 80 | 46 | 34  |
| 3°     | Fénix                | 65  | 35 | 20 | 7  | 8  | 86 | 55 | 31  |
| 4°     | Danubio              | 63  | 35 | 18 | 7  | 10 | 65 | 46 | 19  |
| 5°     | Defensor Sporting    | 58  | 35 | 17 | 7  | 11 | 63 | 45 | 18  |
| 6°     | Plaza Colonia        | 54  | 35 | 16 | 6  | 13 | 51 | 41 | 10  |
| 7°     | Deportivo Maldonado  | 44  | 35 | 13 | 5  | 17 | 49 | 60 | -11 |
| 8°     | Montevideo Wanderers | 43  | 35 | 11 | 10 | 14 | 40 | 47 | -7  |
| 9°     | Central Español      | 43  | 35 | 12 | 7  | 16 | 50 | 67 | -17 |
| 10°    | Villa Española       | 30  | 35 | 7  | 9  | 19 | 45 | 73 | -28 |

|  | Clasifican a la Liguilla Pre-Libertadores. |

### Liguilla Pre-Libertadores
| Puesto | Equipo            | Pts | PJ | PG | PE | PP | GF | GC | Dif |
| ------ | ----------------- | --- | -- | -- | -- | -- | -- | -- | --- |
| 1°     | Fénix             | 9   | 3  | 3  | 0  | 0  | 10 | 3  | 7   |
| 2°     | Defensor Sporting | 4   | 3  | 1  | 1  | 1  | 3  | 4  | -1  |
| 3°     | Danubio           | 3   | 3  | 1  | 0  | 2  | 5  | 8  | -3  |
| 4°     | Plaza Colonia     | 1   | 3  | 0  | 1  | 2  | 1  | 4  | -3  |

|  | Clasifica a la Copa Libertadores 2003 como Uruguay 3. |

| Uruguay                                 |
| Campeón Liguilla 2002 Fénix 1.er título |

### Equipos clasificados

#### Copa Libertadores 2003
|   | Equipo   | Clasificación como                         |
| - | -------- | ------------------------------------------ |
| 1 | Nacional | Campeón Primera División 2002              |
| 2 | Peñarol  | 1° puesto en el Torneo Clasificatorio 2002 |
| 3 | Fénix    | Campeón Liguilla 2002                      |

#### Copa Sudamericana 2003
|   | Equipo   | Clasificación como               |
| - | -------- | -------------------------------- |
| 1 | Nacional | Campeón Primera División 2002    |
| 2 | Danubio  | Subcampeón Primera División 2002 |